# Centostazioni S.p.A.
Centostazioni S.p.A. est une société du groupe FS Chemins de fer italiens créée pour réhabiliter, valoriser et gérer 103 gares ferroviaires italiennes du réseau RFI S.p.A..

## Histoire
Tout démarre avec l'imposition de la Commission européenne de déréguler le transport ferroviaire et de séparer juridiquement les propriétaires du réseau ferré des exploitants des systèmes de transport passagers comme marchandises. Comme dans quasiment tous les pays d'Europe, les opérateurs historiques ont dû passer sous le régime des sociétés de droit privé.  L'opérateur italien Ferrovie dello Stato (FS) deviendra une société en 2001 et créera des entreprises indépendantes pour la gestion des gares.  Les plus grandes gares seront prises en charge par la société Grandi Stazioni S.p.A. et les 103 autres gares importantes par la société Centostazioni S.p.A.
La société a été créée en 2001 sous le nom de Medie Stazioni S.p.A. (gares moyennes).  En 2002 le groupement d'investisseurs privés Archimede 1 achète 40 % du capital de la société, qui est rebaptisée Centostazioni S.p.A.
Les actionnaires d’Archimede 1 sont :
- Société de l'Aéroport de Venise S.p.A. : 40,5 %,
- Manutencoop S.c.a.r.l. : 40,5 %,
- Investimenti Immobiliari Lombardi S.p.A. : 15 %,
- Pulitori ed Affini S.p.A. : 4 %.

## Gares gérées par Centostazioni S.p.A. par région

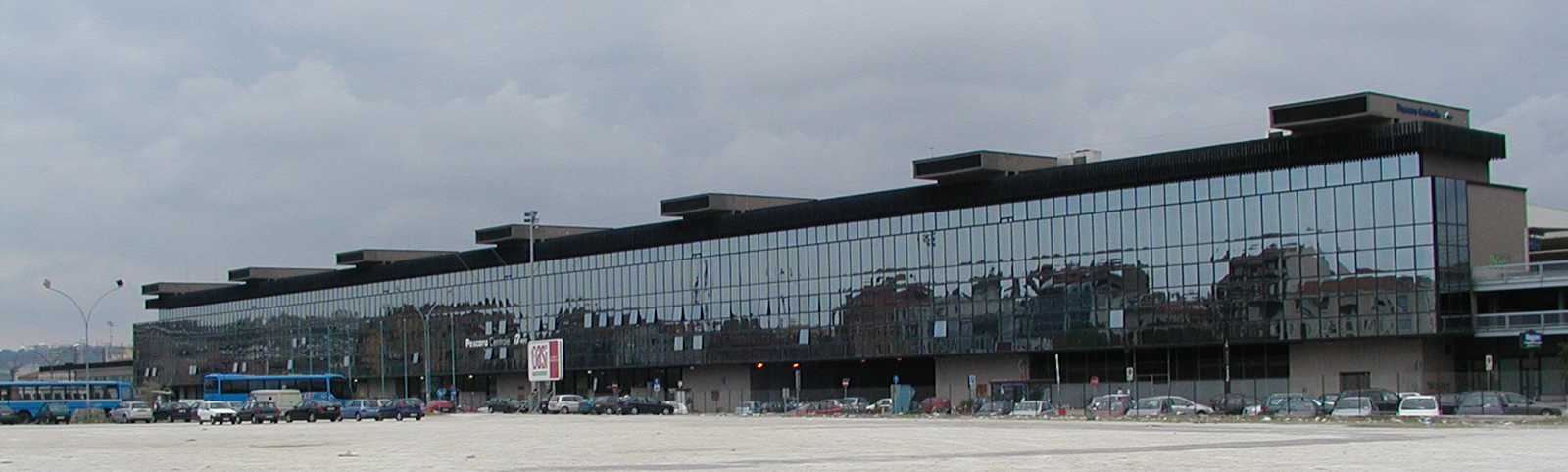
Pescara Centrale

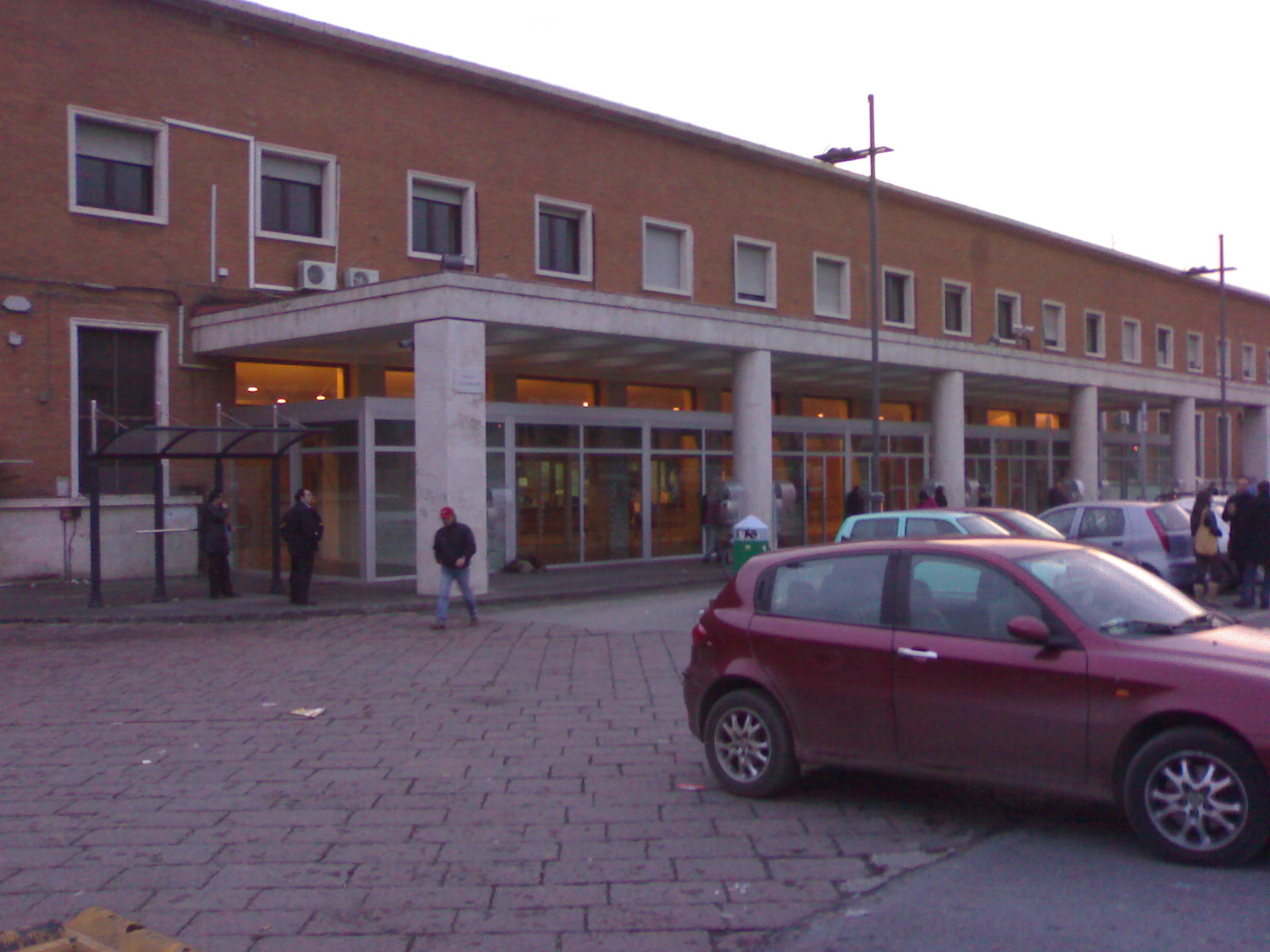
Caserta

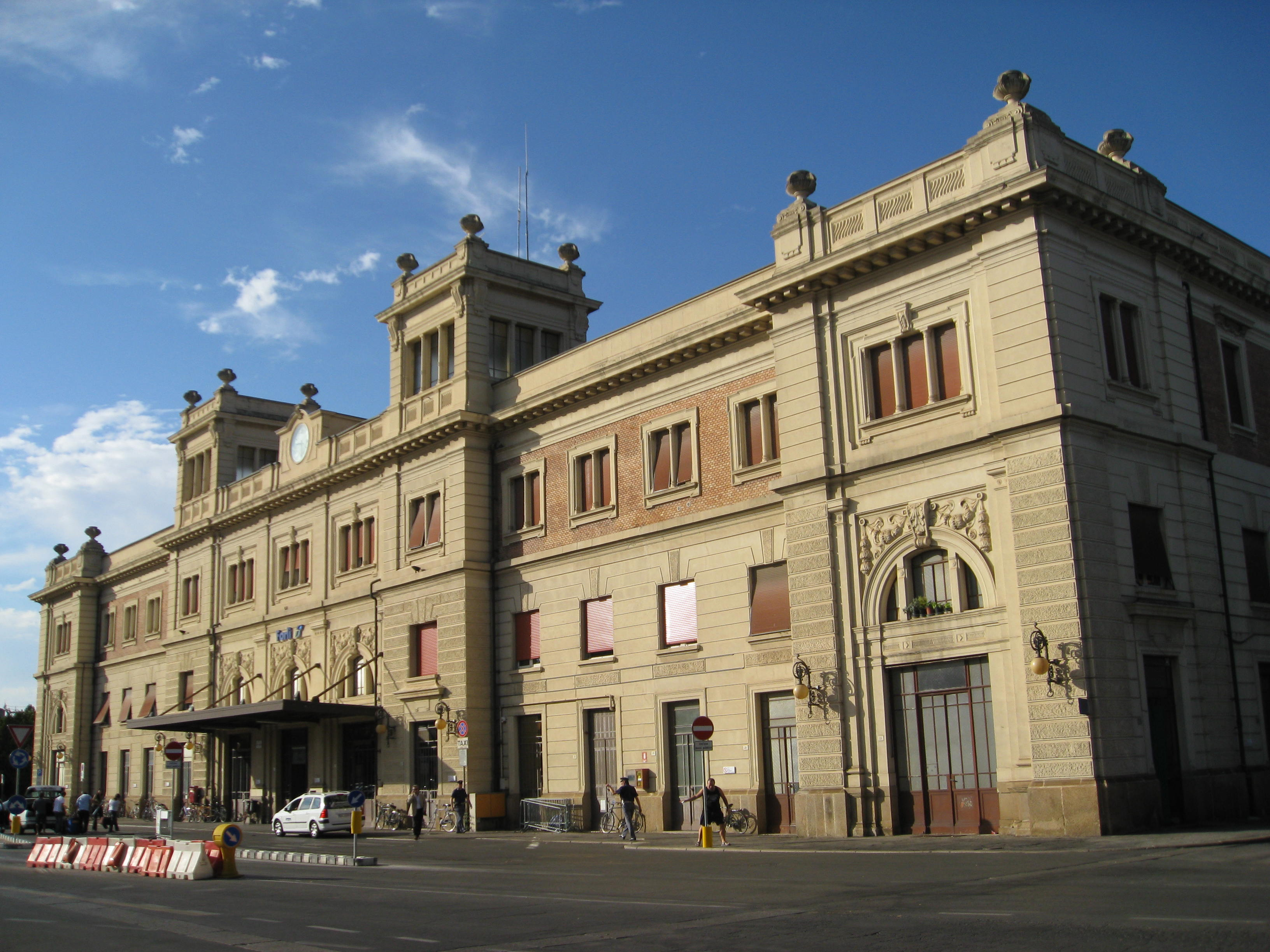
Forlì

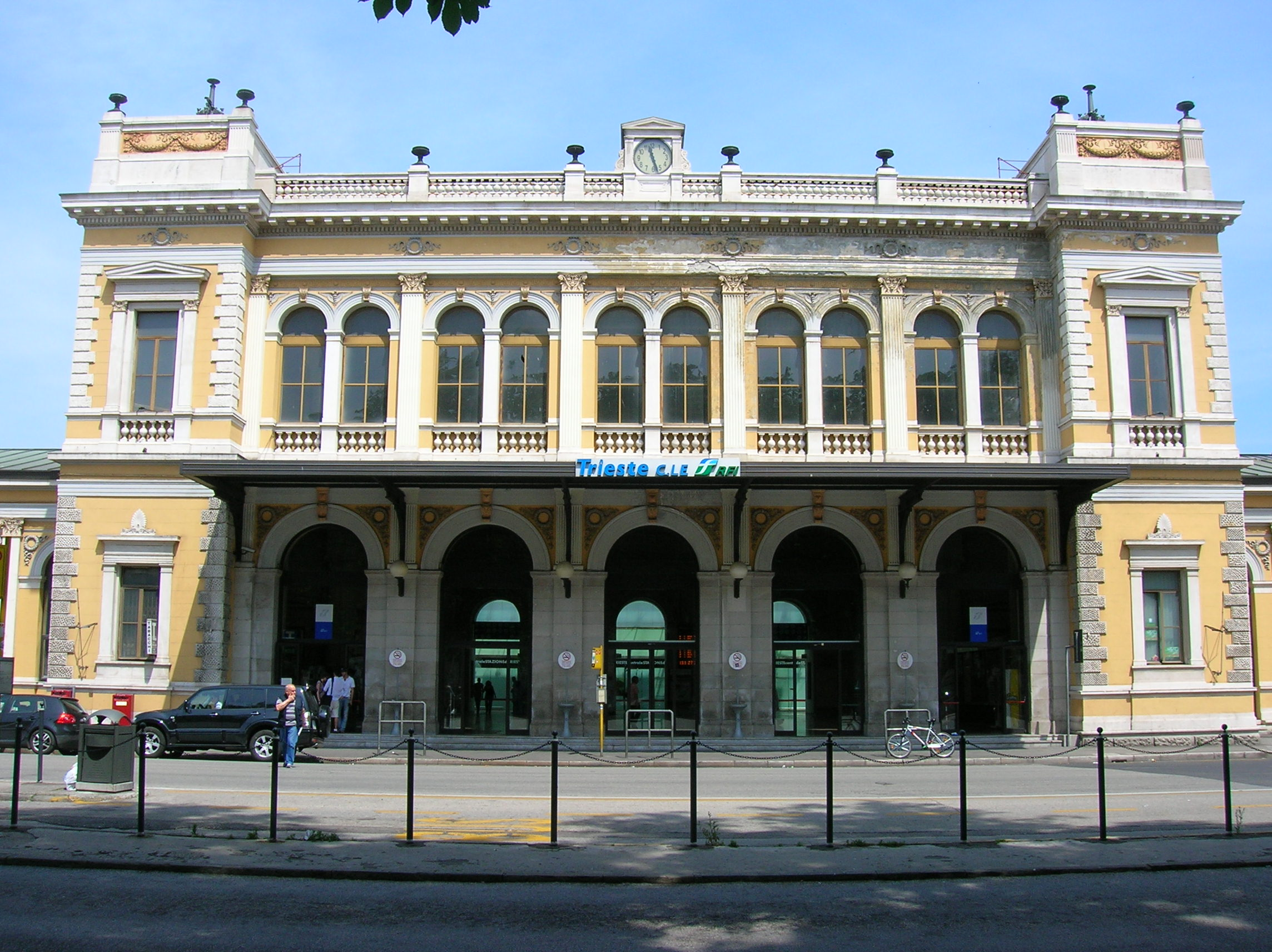
Trieste Centrale

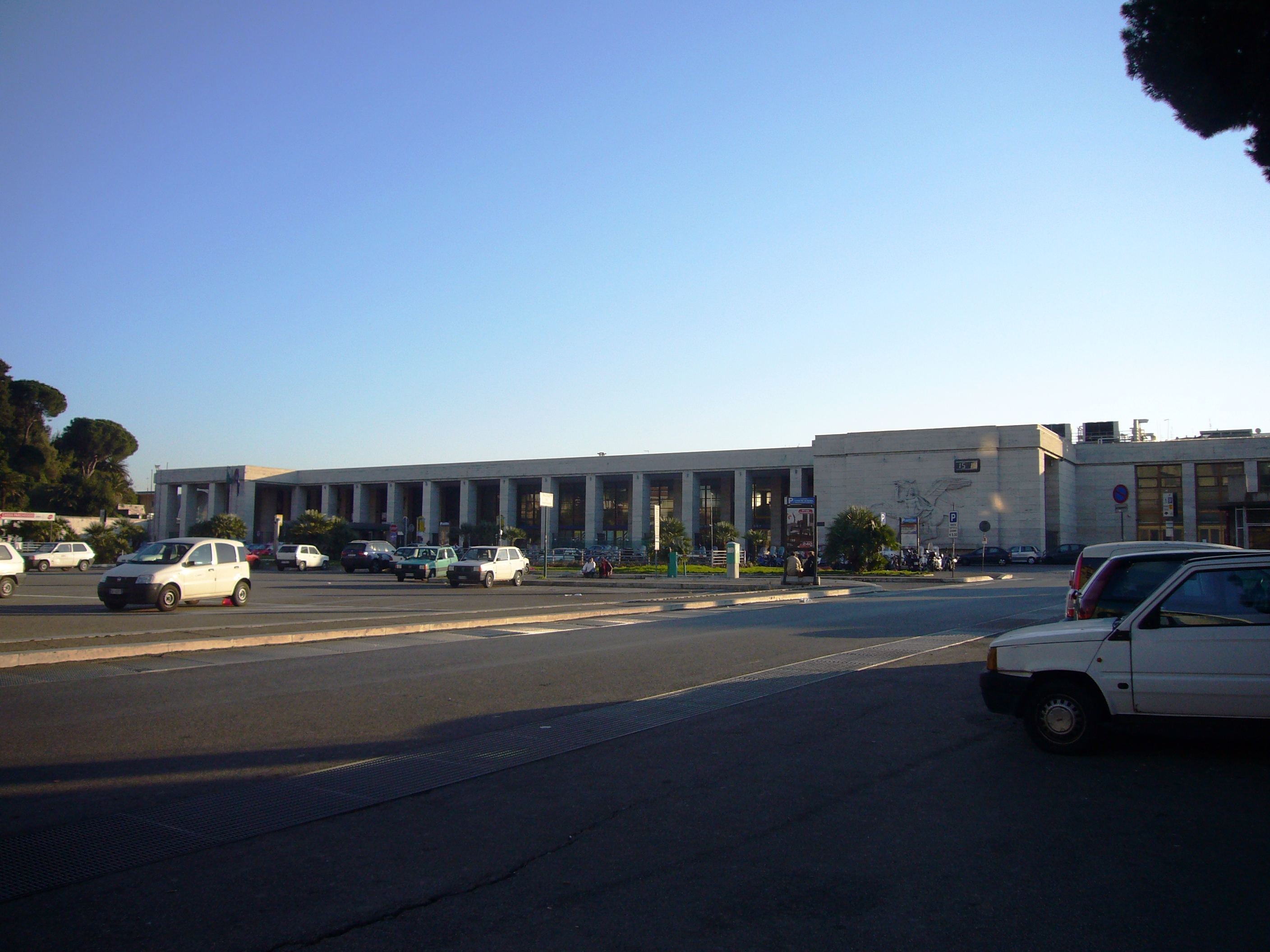
Rome Ostiense

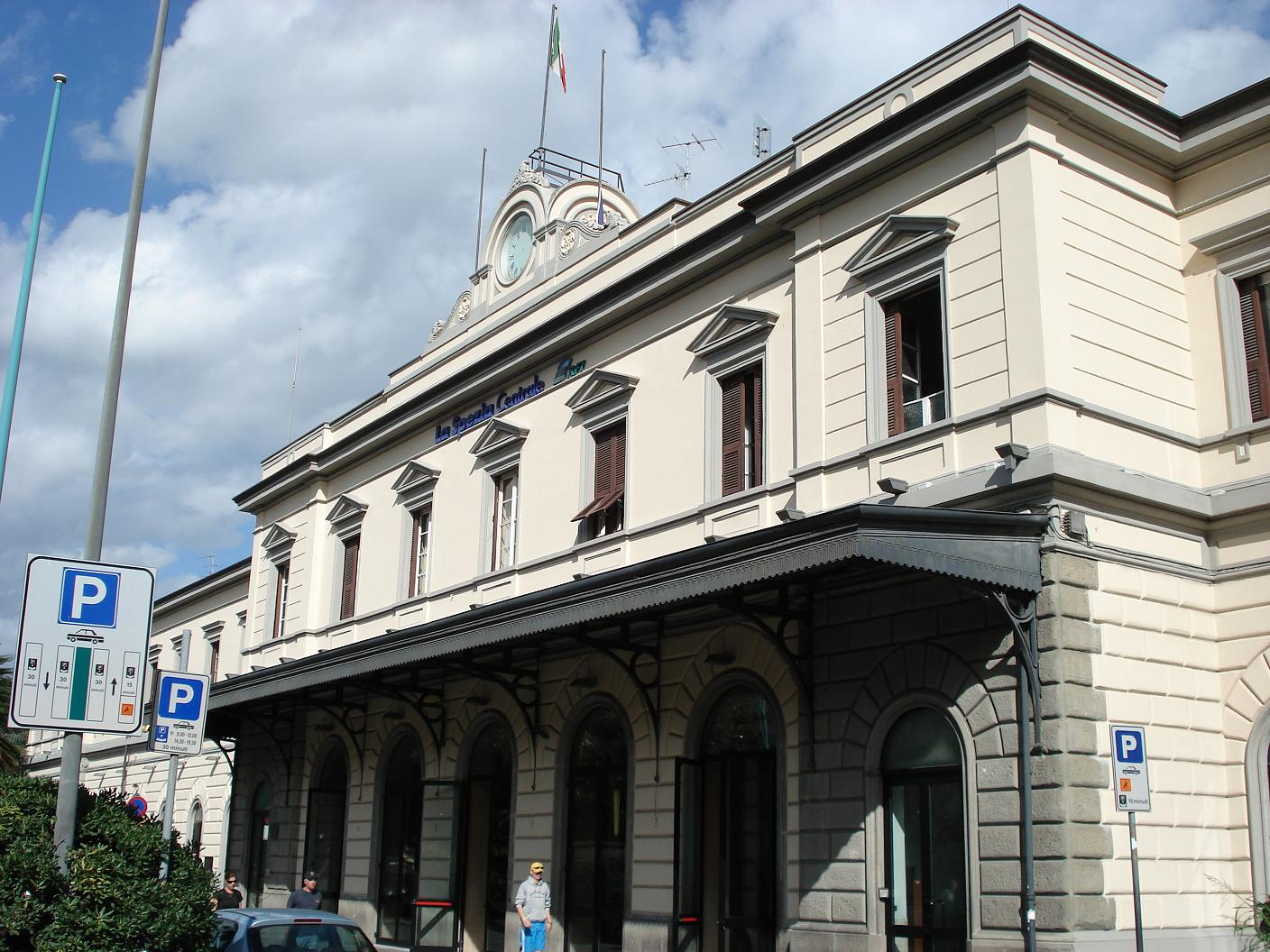
La Spezia Centrale

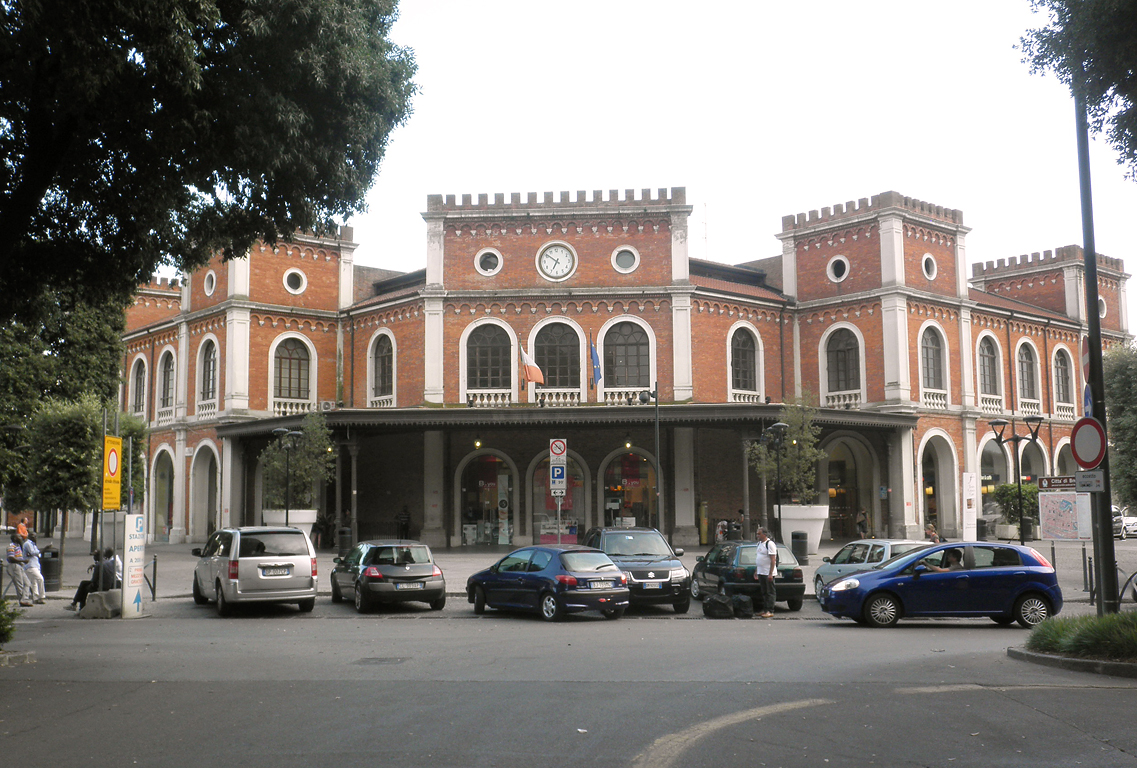
Brescia

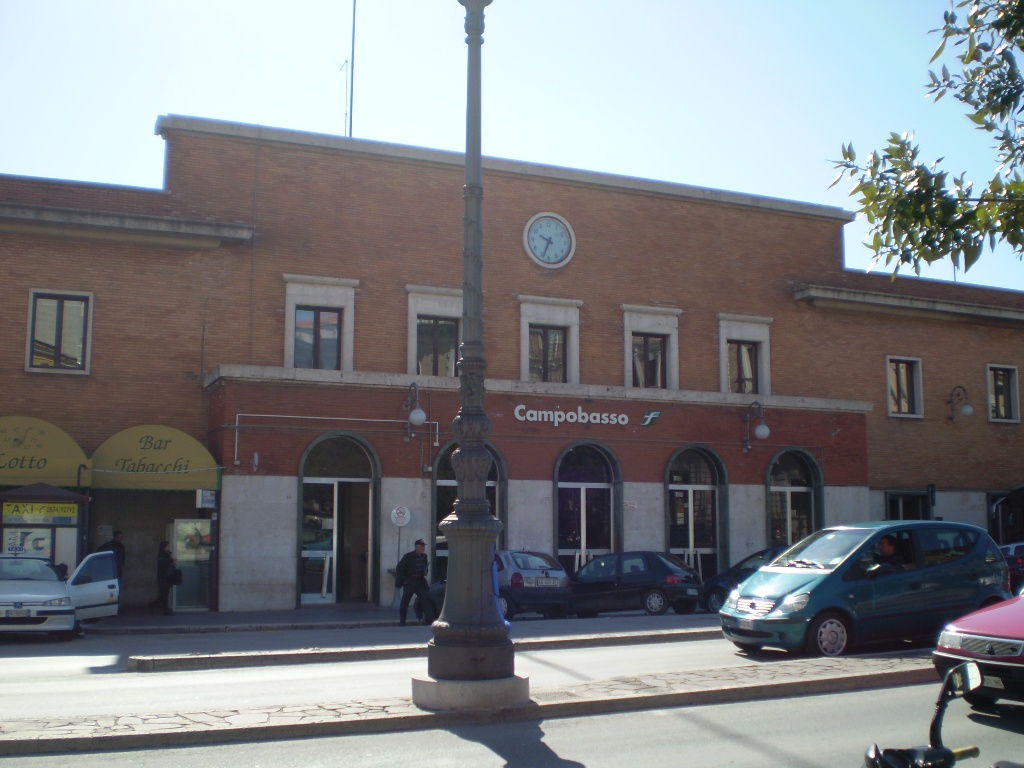
Campobasso

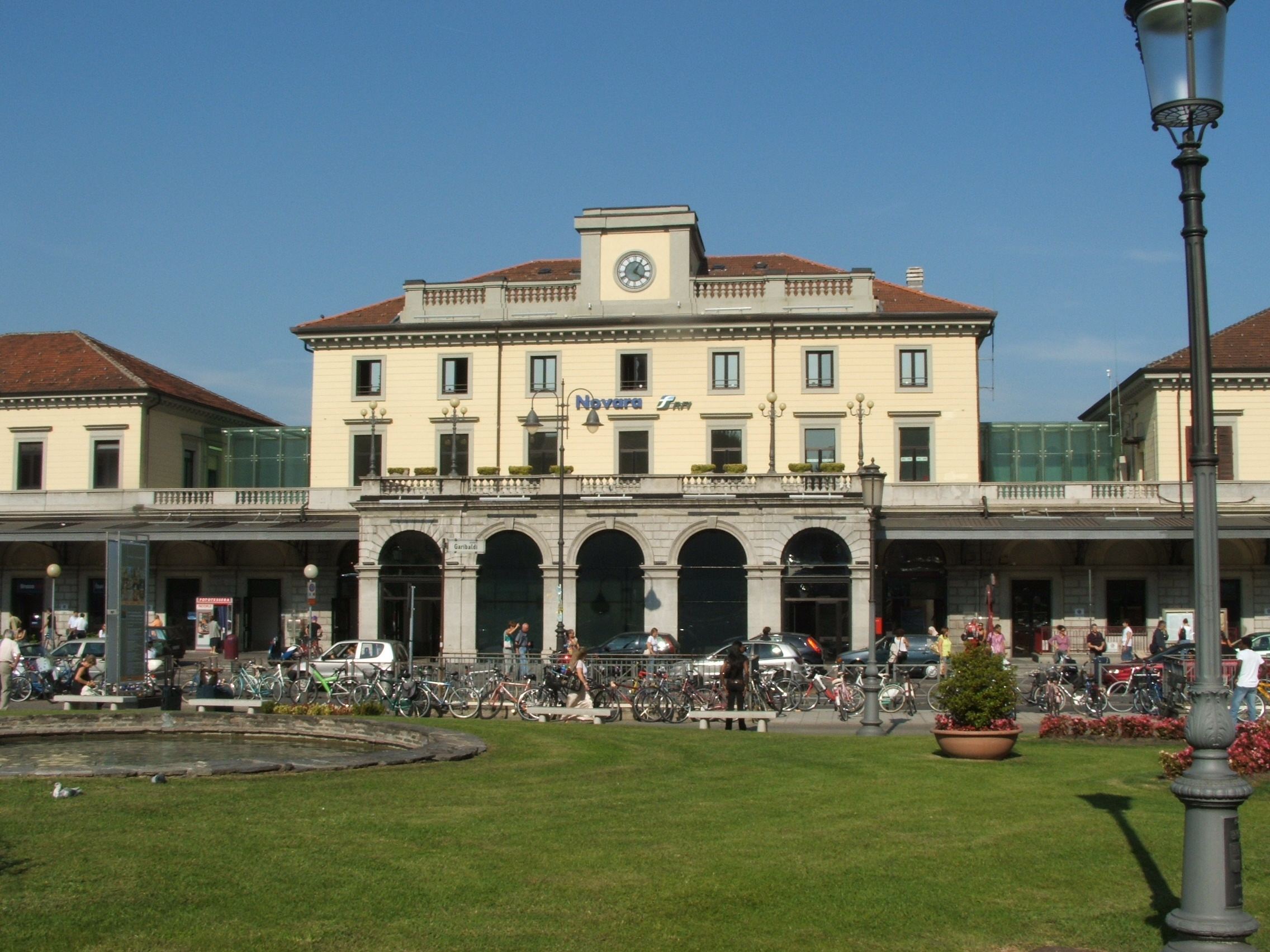
Novare

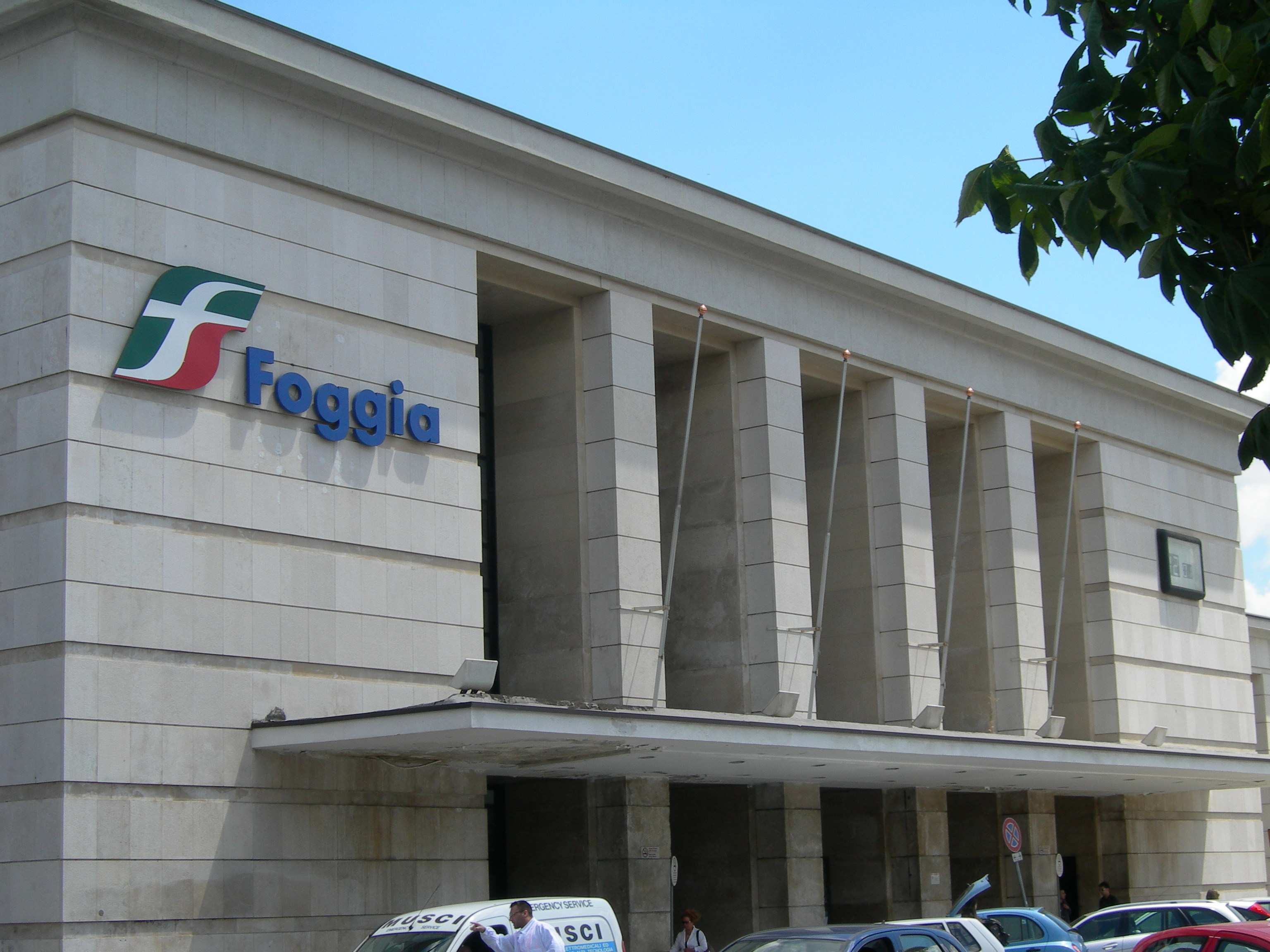
Foggia

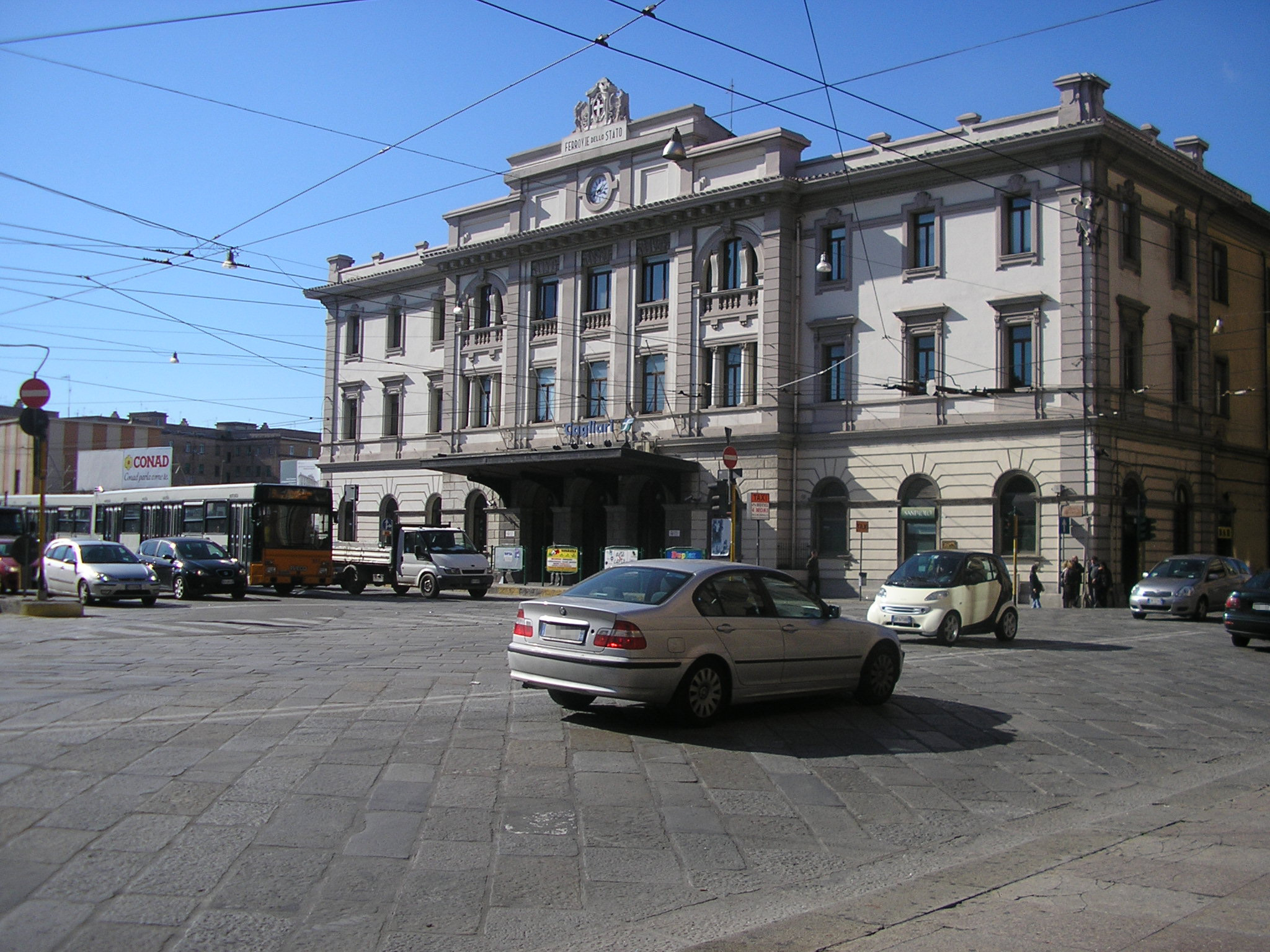
Cagliari

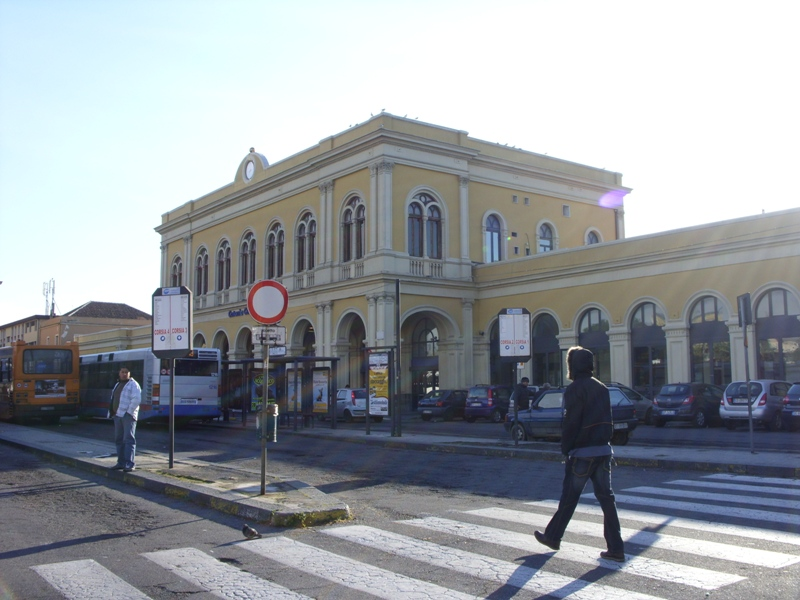
Catane

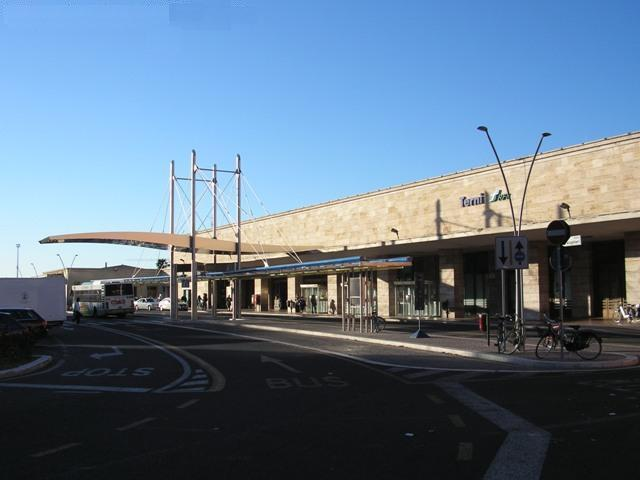
Terni Centrale

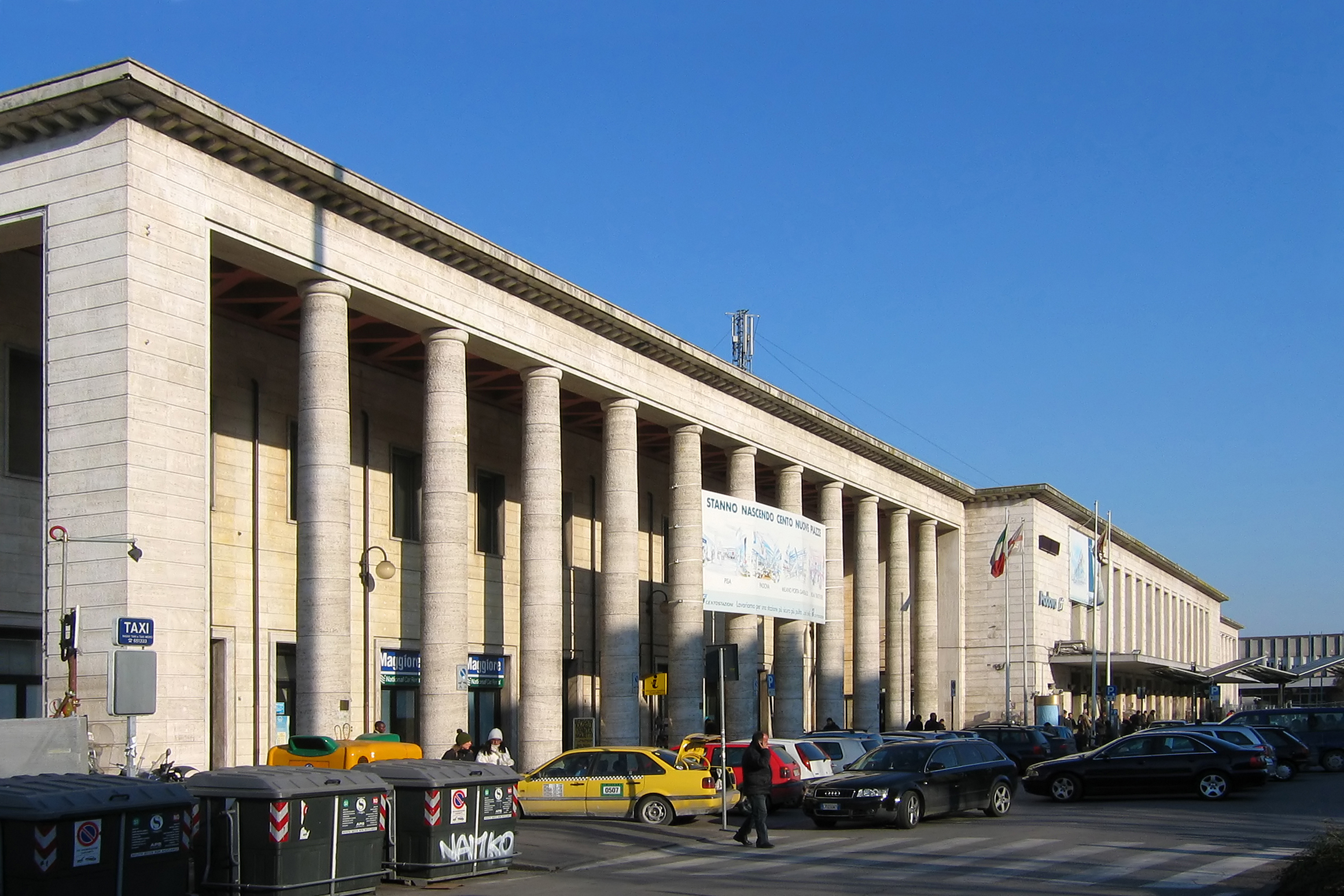
Padoue

### Abruzzes
- Chieti
- L'Aquila
- Pescara Centrale

### Basilicate
- Potenza Centrale

### Calabre
- Catanzaro Lido
- Reggio de Calabre Centrale
- Villa San Giovanni

### Campanie
- Benevento
- Caserte
- Naples Campi Flegrei
- Naples Mergellina
- Salerno

### Émilie-Romagne
- Cesena
- Faenza
- Ferrare
- Forlì
- Modène
- Parme
- Piacenza
- Ravenne
- Reggio Emilia
- Rimini

### Frioul-Vénétie Julienne
- Gorizia Centrale
- Monfalcone
- Pordenone
- Trieste Centrale
- Udine

### Latium
- Civitavecchia
- Formia
- Orte
- Rome Ostiense
- Rome Trastevere

### Ligurie
- Chiavari
- Gênes-Sampierdarena
- Imperia Porto Maurizio
- La Spezia Centrale
- Rapallo
- Sanremo
- Savone
- Ventimille

### Lombardie
- Bergame
- Brescia
- Côme San Giovanni
- Crémone
- Desenzano del Garda – Sirmione
- Gallarate
- Lecco
- Lodi
- Mantoue
- Milan Lambrate
- Milan Porta Garibaldi
- Milan Rogoredo
- Monza
- Pavie
- Sondrio
- Treviglio Centrale
- Varèse
- Voghera

### Marches
- Ancône
- Ascoli Piceno
- Macerata
- Pesaro

### Molise
- Campobasso
- Termoli

### Piémont
- Alexandrie
- Asti
- Biella San Paolo
- Coni
- Domodossola
- Novare
- Pallanza (Verbania)
- Vercelli

### Pouilles
- Barletta
- Brindisi
- Foggia
- Lecce
- Taranto

### Sardaigne
- Cagliari

### Sicile
- Catane Centrale
- Messine Centrale

### Toscane
- Arezzo
- Grosseto
- Livourne Centrale
- Lucques
- Massa Centro
- Pise Centrale
- Pistoia
- Prato Centrale
- Sienne

### Trentin-Haut-Adige
- Bolzano
- Rovereto
- Trente

### Ombrie
- Assise
- Foligno
- Perugia
- Terni

### Vallée d'Aoste
- Aoste

### Vénétie
- Belluno
- Castelfranco Veneto
- Padoue
- Rovigo
- Trévise Centrale
- Vicenza